# Leonhard Roth (Jurist)
Leonhard Roth (* 6. Oktober 1881 in Zandt (Lichtenau); † 24. Dezember 1933 in Dinkelsbühl) war ein deutscher Verwaltungsjurist und Bezirksoberamtmann.

## Leben
Leonhard Roth studierte in den Jahren von 1900 bis 1904 Rechtswissenschaften an der Julius-Maximilians-Universität Würzburg (Mitglied der Burschenschaft Arminia Würzburg) und der Ludwig-Maximilians-Universität München. Nach der ersten juristischen Staatsprüfung folgte der dreijährige Vorbereitungsdienst, der ihn zum Amtsgericht Uffenheim, Landgericht Augsburg, Bezirksamt Schwabach und zur Polizeidirektion München führte. 1907 legte er das Große juristische Staatsexamen (Note II 23/40) ab. Im folgenden Jahr wurde er geprüfter Rechtspraktikant bei der Regierung von Mittelfranken und dort zum Jahresbeginn 1913 Regierungsakzessist. Bevor er 1915 als Assessor beim Bezirksamt Mellrichstadt seinen Dienst aufnahm, war er für ein knappes Jahr als Assessor beim Konsistorium in Ansbach tätig. Zum 10. Dezember 1919 als Assessor zum Bezirksamt Nürnberg gewechselt, wurde er am 1. Dezember 1921 zum Regierungsrat bei der Regierung von Mittelfranken ernannt
Am 1. November 1930 wurde er Bezirksoberamtmann im Bezirksamt Dinkelsbühl. In diesem Amt blieb er bis zum 30. November 1933, als er in den vorläufigen Ruhestand versetzt wurde. Roth verstarb drei Wochen später, am Heiligen Abend. 